# Norman Edwin Gibbons
Norman Edwin Gibbons, né en 1906 à Niagara Falls (Ontario) et mort le 10 décembre 1977 à Lakeland (Floride), est un microbiologiste et bactériologiste canadien.

## Publications
- (en) N.E. Gibbons & R.G.E. Murray, "Proposals Concerning the Higher Taxa of Bacteria", International Journal of Systematic Bacteriology, Vol.28, No.1, January 1978, p. 1-6. DOI 10.1099/00207713-28-1-1
- (en) N.E. Gibbons & R.G.E. Murray, "Validation of Cyanobacteriales Stanier in Gibbons and Murray 1978 as a New Order of the Kingdom Procaryotae Murray 1968, and of the Use of Neuter Plural Endings for Photobacteria and Scotobacteria classes nov. Gibbons and Murray 1978 : Request for an Opinion", International Journal of Systematic Bacteriology, Vol.28, No.2, April 1978, p. 332-333. DOI 10.1099/00207713-28-2-332